# Verbrannter Berg
Der Verbrannte Berg (englisch Burnt Mountain; afrikaans Verbrande Berg) ist ein Berg im Damaraland im Nordwesten Namibias. Der Verbrannte Berg überragt seine Umgebung um etwa 200 Meter und ist unweit der Orgelpfeifen an der D3254 und etwa 10 Kilometer von Twyfelfontein entfernt. Er ist seit 15. September 1956 ein Nationales Denkmal Namibias.
Er besteht aus Doleritschichten, welche in Verbindung mit Mudstone im Rahmen der Etendeka-Vulkanismus in Verbindung gebracht wird. Er bildet einen Teil der Karoo-Supergruppe und wird von Sandsteinkanälen der Tsarabisformation und Mudstone der Huabformation durchzogen.
Der 80 Millionen Jahre alte Lavastrom, der durch Hitze- und Druckmetamorphose entstand, bildet in der Abenddämmerung mit seiner rotbraun-violetten Farbe einen großen Kontrast zu dem 200 Millionen Jahre alten beigen Umgebungsgestein aus Karoo-Schiefer. 